# Harald Hirschsprung
Harald Hirschsprung (14 dicembre 1830 – 11 aprile 1916) è stato un medico danese che per primo descrisse la malattia di Hirschsprung nel 1886.

## Vita e carriera medica
Originario di Copenaghen, preferì diventare medico invece di entrare a far parte della fabbrica di tabacco di suo padre. Superò l'esame di ingresso all'Università nel 1848 e conseguì lo Staatsexamen nel 1855. Si interessò per tutta la vita alle malattie rare che colpivano l'intestino e una di queste, l'atresia dell'esofago e dell'intestino tenue, fu oggetto della sua tesi di dottorato, presentata nel maggio 1861.
Divenne il primo pediatra danese nel 1870, quando fu mandato in un ospedale per neonati. Nel 1879 fu nominato primario del Queen Louise's Children's Hospital, e nel 1891 fu nominato professore di pediatria. Hirschsprung insegnava in piccole classi la domenica mattina tra le ore 9.00 e le 11.00 per assicurarsi che solo gli studenti veramente motivati potessero recarvisi. Avendo problemi a parlare in pubblico, non fu un grande insegnante, perciò predilesse lo studio di casi rari, preferiti a quelli più diffusi e vantaggiosi per la medicina generale.
Offrì assistenza sanitaria gratuita ai bambini poveri, pur continuando a richiedere ai pazienti più mezzi per pagare. Inoltre si oppose alla regina, omonima dell'ospedale, insistendo affinché le immagini di animali sostituissero i testi biblici sopra il letto di ogni bambino.
Nel 1904 fu costretto a dimettersi dal suo studio. Continuò i suoi studi sulla malattia che poi avrebbe preso il suo nome fino a quando le sue condizioni di salute non glielo impedirono, e visse gli ultimi anni della sua vita nella sua casa di campagna a Øresund.

### La malattia di Hirschsprung
Harald Hirschsprung si occupò di molti ambiti delle patologie pediatriche, tra cui stenosi del piloro, intussuscezione, rachitismo e noduli reumatici, ma è noto soprattutto per i suoi studi sulla malattia che in seguito prese il suo nome.
In occasione del Congresso per le malattie dei bambini (Gesellschaft für Kinderheilkunde) a Berlino, Hirschsprung tenne una conferenza su quella che sarebbe diventata la "sua" malattia, che l'anno dopo fu pubblicata con il titolo Stuhlträgheit Neugeborener in Folge von Dilatation und Hypertrophie des Colons. Riportò la storia clinica di due bambini che erano deceduti a causa della malattia dovuta a costipazione associata a dilatazione e ipertrofia del colon. Alla fine della sua dissertazione affermò che: "sembra indiscutibile che la condizione sia causata nell'utero, o come anomalia dello sviluppo o come processo patologico". Pubblicò un resoconto della malattia, che credeva essere una nuova patologia, due anni dopo.
Sebbene sia stato il primo a descrivere la patologia, credeva erroneamente che l'intestino prossimale e dilatato fosse malato. Ora sappiamo che il segmento malato dell'intestino è invece la porzione distale (fino al retto), che è priva di cellule gangliari e quindi non può contrarsi correttamente, né rilassarsi. Questo stato contratto (a volte chiamato acalasia rettale) impedisce il passaggio delle feci e provoca ostruzione intestinale e costipazione.